# アイヌ墓地盗掘事件
アイヌ墓地盗掘事件（アイヌぼちとうくつじけん）とは、幕末に箱館駐在英国領事館員がアイヌの墓地を盗掘して17体の遺骨を持ち去り、外交問題に発展した事件。訴えを受けた箱館奉行小出大和守秀実らが1年7か月におよぶ粘り強い交渉を行い、遺骨の返還と慰謝料の支払いにこぎつけて解決となった。しかし、返還された遺骨は偽物で、盗掘された遺骨の一部はイギリスに持ち出されたと考えられている。

## 経緯

### 森村墓地の盗掘
箱館在駐英国領事フランシス・ハワード・ワイス（Francis Howard Vyse）は、慶応元年（1865年）9月に領事館員のH・トロン（Henry Trone）、G・ケミス（George Kemish）、H・ホワイトリー（Henry Whitely）の3名と小使の千代吉を渡島国茅部郡森村に派遣した。同月13日に森村の村民宅に宿泊すると夜に鍬を借りて外出し、アイヌ墓地を掘って男女2体ずつの遺骨を盗み出した。夜中に戻った彼らがもつ莚で包んだ荷物を訝しんだ女性が中身を聞くと、領事館員はキツネを捕ったと答えたが中身を改めることは拒んだ。その後に盗掘が発覚するが、泣き寝入りしたのか事件直後には大きな問題にはならなかった。

### 落部村墓地の盗掘
同年10月18日に再びトロンら3名は、小使の長太郎と庄太郎を連れて落部村に向けて出発した。21日に到着すると宿屋で昼食をとったのちにアイヌ墓地の盗掘をおこなう。この盗掘をたまたま通りがかった和人の村民に見られてしまい、領事館員は持っていた銃で村民を追い払った。このとき13基の墓を盗掘し、遺骨を行李に詰めて馬に載せて23日に箱館に戻った。
いっぽうで盗掘を目撃した2名は、この事をアイヌの子供に知らせた。子供伝えに知らせを受けたアイヌは事件翌日22日に墓地の盗掘を確認し、26日に箱館奉行所に訴え出た。この頃までに箱館にはアイヌ墓地盗掘の噂がたっており、米国領事エリシャ・ライスや英国商人デュース（John Henry Duus）も噂を耳にしていた。

### 小出大和守による追及
小出大和守は、訴えを受けたその日のうちに直ちに英国領事館へ向かい、ワイス領事と交渉をおこなった。ワイスは事件への関与を否定するが、大和守は領事館員の名を挙げて追及したため、即刻トロンら3名が呼び出されて取調べが行われた。トロンらは落部村に行ったことは認めたが、盗掘については否定。続いて2名の小使も呼び出させて尋問するが、両名とも返答を拒んだ。いっぽうでトロンら3名に禁固の仮処分が言い渡された。
10月28日には大和守ら箱館奉行所役人、落部村年寄とアイヌの代表者、各国領事らの立会のもと、英国領事館でトロンらの裁判が行われた。トロンらはこの裁判でも盗掘を否定するが、大和守はワイス領事も事件に関与した疑いがあると厳しく追及を行った。
その後、大和守は森村でも盗掘があった事も把握した。11月6日には2回目の裁判が英国領事館で実施された。ワイスは裁判は前回で結了したと主張した上で、顛末について駐日英国公使のハリー・パークスに報告済みとして追及を拒否。そこで大和守は、森村での盗掘を持ち出して別件での裁判を申し入れる。ワイスはこれも拒否したが、最終的に大和守は日本側での小使2名の取調べについての合意を取り付けた。取調べは即日行われ、取調べ後に小使の引き渡しをワイスに要求したが、英国側は不利な証言をされる事を恐れ小使2名を逃し領事館で匿おうとした。奉行所は直ちに追跡を行い長太郎を捕縛したものの、庄太郎は領事館員が追手を銃などで脅したため領事館に逃げ込まれてしまった。
その後、庄太郎は箱館のロシア病院に匿われたが、11月9日に奉行所はロシア病院にいた庄太郎を捕縛し、小使2名の尋問を再開した。大和守は尋問で得られた証拠をもって同月22日にアイヌの遺骨の返還を要求した。ワイスも事件への関与を認めざるを得なくなり、落部村墓地の13体の遺骨を返還した。

### 森村遺骨の返還交渉
落部村の件が落着した後、大和守は森村の件への追及を強める。改めて森村墓地盗掘について正式な裁判を要求するが、ワイスからは関与を否定し裁判を拒否する返信があった。なおこの頃、禁固に処されたはずのホワイトリーが街で目撃され、大和守は領事館に抗議を行っている。
大和守の厳しい追及と抗議に抗しきれなかったワイスは、11月29日に森村墓地盗掘についても関与を認めたが、遺骨については海に捨てたと報告した。これに対して取調べで領事館内で遺骨が保管されていることを把握していた大和守は、即刻領事館にてワイスと会見し、改めて遺骨の返還を迫った。大和守の追及に対し、ワイスの返答は海に捨てた・すでに返還済みなど二転三転した。
12月初旬、ワイスはパークスに指示を仰ぐために横浜に出張した。一方の大和守も幕府に顛末書を送付している。大和守の報告を受けた幕府外国奉行は、12月22日にパークスに対し関係者の厳重な処分を要求した。同月24日に江戸詰箱館奉行格の新藤鉊蔵はパークスと面談し、事後の処置について交渉。その結果、パークスは日本側の主張を全面的に認め、具体的な処置について箱館で協議することで合意した。
その後、英国側は海に捨てた遺骨を回収するためと称し、付近の海を探索。その結果数個の頭蓋骨や下顎骨を回収したとし、箱館奉行所に提出した。しかし、奉行所は持ち込まれた遺骨が盗掘したものではない事を見抜き、再び態度を硬化させた。
翌慶応2年（1866年）1月8日に、英国側はトロンら3名について禁固刑の判決を下し、奉行所へ報告した。これを受けて同月13日に大和守は、ワイス自らの責任を認めていない事、3名の刑が軽い事、慰謝料が少ない事、偽の遺骨を返還した事などを挙げて英国側に厳重な抗議を行った。これを受けて英国側はワイスを罷免し、後任としてエイベル・ガウワーを箱館領事に任命した。同月18日にガウワーは奉行所にて大和守と面談を行い、処置について交渉を行った。ガウワーは紳士的な態度で臨んだとされるが、大和守は厳しく追及を行いアイヌに対する慰謝料250両と諸経費の支払いで合意した。2月26日にパークスは外国奉行所に書簡を送付して盗掘事件への謝罪を行い、慰謝料の支払いと森村遺骨の返還を約束した。
同年4月には、ガウワーが森村と落部村にて慰謝料を支払い、法要を行った。なお慰謝料については、森村では遺族に分配された記録が残されているが、落部村では13人の慰霊碑を建立したのみで遺族の子孫は受け取っていないと証言している。一連の交渉を終えた大和守は同年6月に江戸にもどり、後任には杉浦兵庫守が就いた。
しかし、森村遺骨の返還は一向に果たされなかった。兵庫守は慶応3年（1867年）2月27日にガウアーと面談し遺骨返還について問いただした。すると英国側は先に支払った慰謝料によって遺骨を購入したと主張。兵庫守はこれに抗議すると、4月18日にガウアーは「上海にあるアイヌ遺骨を箱館に輸送しているところ」と返答した。翌19日に遺骨の返還が行われ1年7か月に及ぶ交渉が終了した。

## イギリスでのアイヌ人骨研究
事件は上記のような結末を迎えたが、阿部正己らは遅れて返還された森村遺骨は上海で入手した偽物で、本物の森村遺骨は盗掘直後にイギリスに送付されていたとしている。
事件が収束を迎えた1867年に、イギリスの解剖学者ジョージ・バスクはアイヌ頭骨についての口頭報告を行い、次いでこれを纏めた論文を発表。このバスクの論文はアイヌ研究第1号とされている。また同じ頃にやはりイギリス解剖学者のジョセフ・バーナード・デイヴィス（Joseph Barnard Davis）もアイヌ人骨の研究を始めている。バスクの研究は頭骨1体のみで、デイヴィスの研究はバスクが用いていない4体の全身骨格と報告されており、この頃までにイギリスには少なくとも5体分のアイヌ人骨があった事になる。イギリスにあるアイヌ人骨が森村遺骨の4体よりも多い事について、埴原和郎は返還されたはずの落部村遺骨も偽物であった可能性を指摘している。
このような経緯から児玉作左衛門らは事件の背景について、イギリスの学者（おそらく進化論の擁護者であったT・H・ハックスリー）の要請のもと、イギリス政府がパークスにアイヌ人骨の入手を命じたと推測している。
埴原和郎と埴原恒彦は、1996年にイギリス自然史博物館に保管されているアイヌ人骨について調査を行い、3体分のアイヌ人骨が保管されていることを確認し、うち2体は事件直後の1866年2月7日（旧暦で慶応元年12月22日）に受け入れられていたことを明らかにした。埴原和郎は、この人骨を森村・落部村遺骨と推測している。